# Radioteletipo

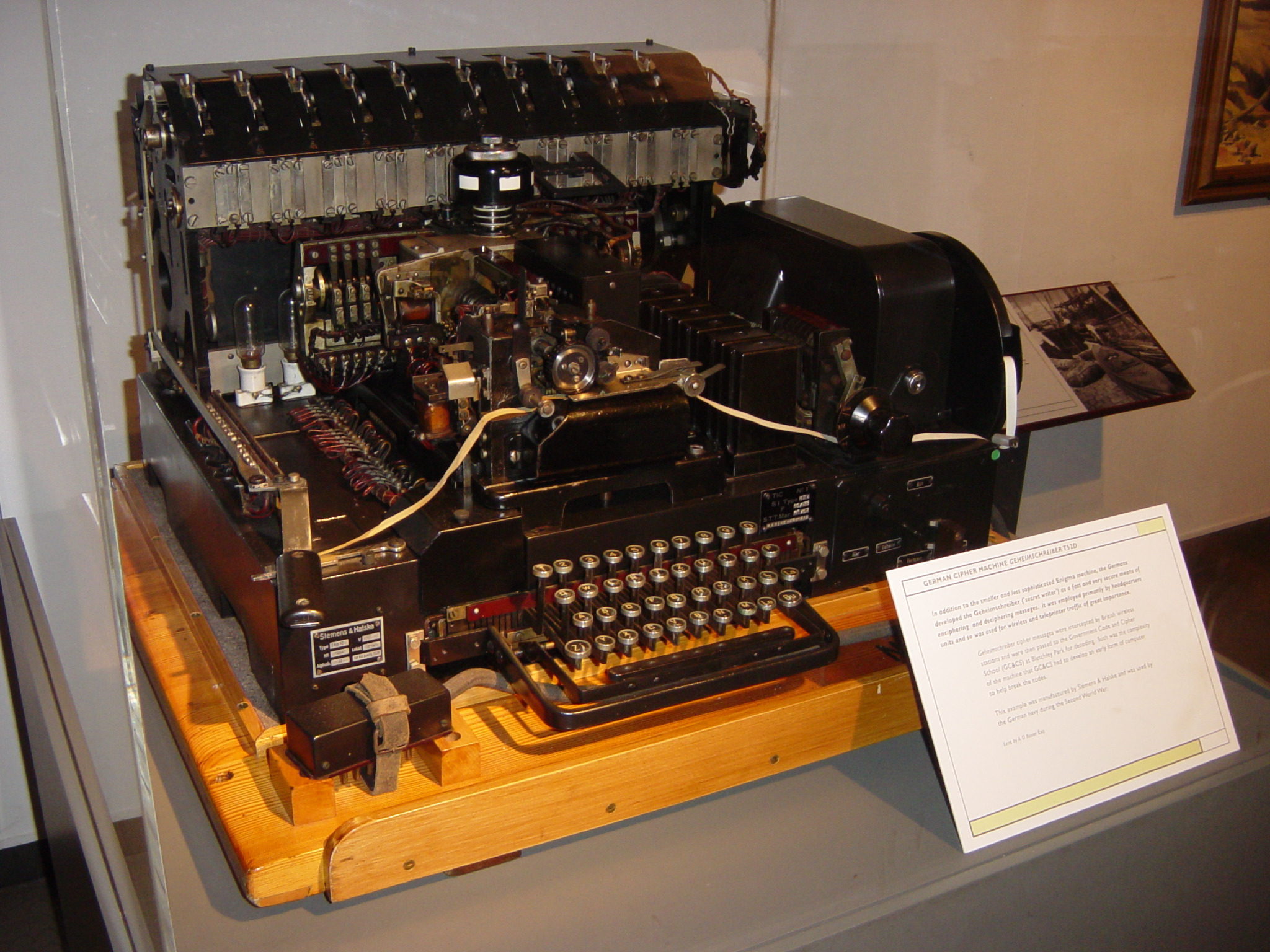
Máquina radioteletypewriter Siemens T52, que data de la Segunda Guerra Mundial.

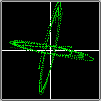
Indicador de sintonía de RTTY FSK.

El  RTTY  o  radioteletipo  es un sistema de telecomunicaciones en el que dos terminales (llamados teletipos) se comunican a través de un enlace de radio.

## Principio de funcionamiento
El RTTY hace uso de múltiples sistemas de modulación de la señal, incluyendo la modulación de frecuencia FSK que es el más común.
I
Los caracteres suelen ser codificados en 5 bits, de acuerdo con el Código Baudot, también conocido como código CCITT N º 2. Este código se utiliza de forma asíncrona, con "start bit" y "stop bit". Algunos sistemas utilizan códigos CCITT N º 2 de 6 bits. Los modernos sistemas pueden operar en 7 u 8 bits.
En comparación con las modernas formas de comunicación digitales, el sistema RTTY es extremadamente lento. El flujo de una comunicación típica RTTY es de 45 baudios, o aproximadamente 60 palabras por minuto.
Sin embargo, la combinación de una baja velocidad y una modulación robusta hacen del RTTY un método de comunicación muy resistente a la mayoría de las formas de interferencia de radio. En este sentido, el RTTY, sólo lo sobrepasa el Morse en CW.

## Usuarios
Los principales usuarios son personas que necesitan muchas conexiones de onda corta RTTY:
- La marina, en diversas partes del mundo, y las Estaciones marítimas de socorro (2174,5 kHz);[1]
- Los ejércitos en diversas partes del mundo;
- Los diplomáticos, especialmente en África y ciertas regiones de Asia;
- Los radioaficionados.

## Sistemas de datos
- Sailmail, un correo comercial de onda corta
- Torso, una variante de RTTY con corrección de errores
- PACTOR, una variante de torso, basado en el concepto de paquetes
- Hellschreiber, un híbrido entre el Fax y RTTY
- ACARS, utilizado para la aviación comercial (packet radio)
- Navtex, utilizado en la navegación
- PSK31 y PSK63
- CLOVER2000
- Q15X25, un paquete creado por aficionados
- Aeronautical Operational Control
- Categoría MFSK (multi-frecuencia o Polytone), que incluye la transmisión de datos utilizando más de dos frecuencias:
  - MT63, utilizados por los radioaficionados y el gobierno de EE. UU.
  - Coquelet
  - Piccolo
  - Olivia MFSK Aeronautical Operational Control